# Calcioscommesse
Il calcioscommesse è un tipo di gioco d'azzardo legato all'esito di eventi di carattere calcistico.
Le scommesse legate ai risultati di gare e competizioni calcistiche hanno avuto un primo grande sviluppo in Inghilterra, gestite direttamente dai bookmakers che, come per le gare di ippica o per qualsiasi altro evento oggetto di scommessa, applicano delle "quote" in proporzione alle quali viene stabilita l'entità della vincita per lo scommettitore.

## Scommesse clandestine
Alle scommesse calcistiche regolarmente gestite dall'organo dello Stato chiamato AAMS fanno da contraltare le numerose "iniziative private" spesso gestite direttamente dalla criminalità organizzata e che continuano a creare un giro d'affari nonostante la liberalizzazione del gioco in sale autorizzate.
Il cosiddetto calcioscommesse salì alla ribalta delle cronache nazionali nei primi anni ottanta, con lo scoppio del Totonero prima e del Totonero-bis qualche anno più tardi. Entrambi gli scandali riguardarono un giro di scommesse clandestine, nel quale furono coinvolti direttamente società calcistiche e giocatori disposti ad alterare il regolare andamento di gare e tornei per favorire l'esito di ingenti giocate illegali; dopo un processo sportivo vennero penalizzate varie società professionistiche con la retrocessione a tavolino o con punti di penalizzazione da scontare nella stagione successiva, e vennero radiati o squalificati molti giocatori e dirigenti.
Nel 2009 uno scandalo ha colpito vari campionati europei.
Nell'estate del 2011 il mondo del calcio italiano fu sconvolto dall'ennesimo scandalo legato al calcioscommesse. Anche noto mediaticamente come Scommessopoli, lo scandalo del 2011 (proseguito nel 2012) vide coinvolti giocatori, dirigenti e società di Serie A, Serie B, Lega Pro e Lega Nazionale Dilettanti (Divisione Calcio a 5).